# Carlingford Lough
Carlingford Lough (irsky Loch Cairlinn; v ulsterské skotštině Carlinford Loch nebo Cairlinfurd Loch) je mořská zátoka na východním pobřeží Irska. Středem zátoky v celé její délce prochází státní hranice mezi Irskou republikou a Severním Irskem, které je součástí Spojeného království. Z politicko-administrativního hlediska je jižní břeh zátoky součástí hrabství Louth v Irsku, zatímco severní břeh přináleží severoirskému hrabství Down. Téměř souběžně se státní hranicí zátokou prochází i hranice severoirské chráněné krajinné oblasti Mourne and Slieve Croob AONB (Area of Outstanding Natural Beauty).

## Původ názvu
Pojmenování zátoky pochází ze staronorského jména Kerlingfjǫrðr, což volně přeloženo znamená úzká bažinatá zátoka. Historicky byla pro zátoku používána irská jména Cuan Snámh-Aighneach, Snámh - Aighneach nebo Cuan Cairlinne. Starší anglický název byl Nury (Newry) Bay.

## Geografie

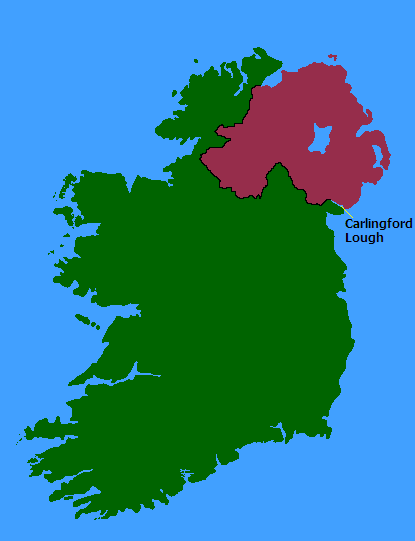
Carlingford Lough

Z geomorfologického hlediska je Carlingford Lough fjordem ledovcového původu. Tato zátoka je spolu s Lough Swilly v hrabství Donegal a Killary Harbour v hrabství Galway a Mayo jedním ze tří fjordů v Irsku.
Šířka přibližně 15 km dlouhého fjordu se pohybuje od necelých dvou po maximálně 5,5 km. Nejužší místo je mezi mysy Greenore Point na jihu a Duggans Point na severu. Zátoka je obklopená horami - pohořím Mourne na severu a pohořím Cooley na stejnojmenném poloostrově na jihu.
Největším sídlem na břehu zátoky je severoirské město Warrenpoint, které se nachází v nejzápadnější části fjordu při ústí řeky a kanálu Newry. Dalšími sídly na severním břehu jsou vesnice Rostevor a Greencastle. Na jižním břehu na poloostrově Cooley se nachází město Carlingford a dvě menší sídla Omeath a Greenore, která od roku 1876 spojovala místní železnice. Tato železniční trať, hojně využívaná pro turismus, byla zrušena k 1. lednu 1952.

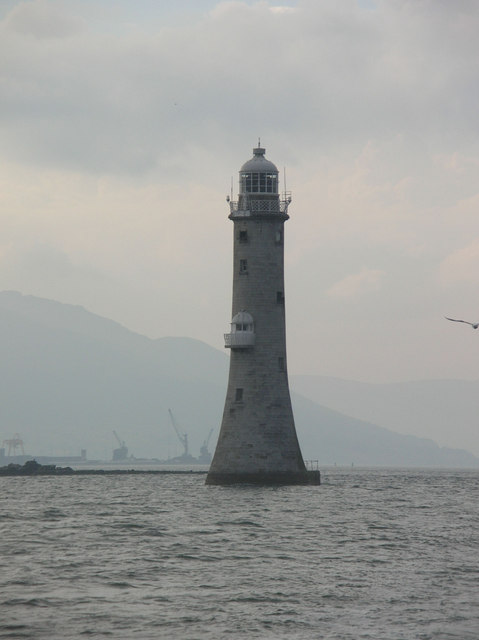
Maják Haulbowline Lighthouse u vjezdu do zátoky

Vjezdu do zátoky dominuje činný maják Haulbowline Lighthouse.Tento 34 metrů vysoký kamenný maják byl vybudován v roce 1824 poblíž mysu Cranfield Point (irsky Pointe Chreamhchoille) v hrabství Down, který je nejjižnějším bodem Severního Irska. Provoz majáku byl automatizován v roce 1965.

## Ochrana přírody
Při severním břehu zátoky se nacházejí četné mělčiny a slaniska, která jsou jako zimoviště vyhledávána zejména populací bernešky tmavé (Branta bernicla hrota). Skaliska v ústí fjordu do Irského moře slouží jako hnízdiště rybáků, kteří loví potravu ve zdejších mělkých vodách.
Území Carlingford Lough o rozloze 830,51 ha je chráněno jako významné ptačí území. Oblast mezi  Killowen Point a Soldiers Point v severní části Carlingford Lough byla zapsána 9. března 1998 na seznam chráněných mokřadů podle Ramsarské úmluvy.